# Трещинский, Анатолий Иванович
Анатолий Иванович Трещинский (укр. Анатолій Іванович Тріщинський) (20 мая 1923 года — 31 марта 2009 года) — украинский советский медик, главный анестезиолог Министерства здравоохранения Украины, президент ассоциации анестезиологов Украины.

## Краткая биография
Родился 20 мая 1923 года в селе Русановка Сумской области Украинской ССР.
В 1950 году окончил Винницкий медицинский университет, через пять лет защитил диссертацию на степень кандидата медицинских наук.
С 1957 года Анатолий Иванович работал в Киевском институте усовершенствования врачей ассистентом, потом доцентом на кафедре торакальной хирургии . В 1965 году стал профессором кафедры анестезиологии. С 1967 по 1996 годы заведовал кафедрой анестезиологии этого института.
Умер 31 марта 2009 года в Киеве, похоронен на старом Байковом кладбище.

## Врачебная практика и научная деятельность
Профессор Трещинский был основоположником на Украине такой дисциплины, как анестезиология, реаниматология и интенсивная терапия. От её развития зависел прогресс в таких областях медицины, как хирургия, акушерство и гинекология, педиатрия и терапия. Профессор Трещинский первым на Украине разработал и применил анестезиологическое обеспечение и мониторинг больного во время операций с искусственным кровообращением, что и нашло отражение в его докторской диссертации, которая называлась «Анестезия и обеспечение безопасности во время открытых операций на сердце с искусственным кровообращением»

В историю медицины А. И. Трещинский вошёл как основатель (вместе с профессором Н. М. Амосовым) первой на Украине (и второй — в Советском Союзе) самостоятельной кафедры анестезиологии в Киевском институте усовершенствования врачей, которую он возглавлял в течение 29 лет. Сотрудники кафедры анестезиологии и интенсивной терапии под руководством профессора внесли большой вклад в решение клинических проблем при таких критических состояниях, как поражения нервной системы, шок, сепсис, нарушения иммунной системы. Очень большой вклад выдающегося учёного в становление и развитие анестезиологии и интенсивной терапии. Под его непосредственным руководством были выполнены многочисленные научные работы . Результаты исследований дали возможность развиваться таким направлениям медицины как кардиохирургия, нейрохирургия, травматология, акушерство и гинекология, детская хирургия и т.д. Внес значительный вклад в развитие детской анестезиологии. Из интервью Анатолия Ивановича газете «Сегодня»: 
-- У простых смертных понятие «анестезиология» связано с «усыплением» перед операцией. Дал врач наркоз и «разбудил» после операции. Это так? 
-- Дилетантское мнение. Анестезиолог отвечает за больного наравне с хирургом и лечащим врачом. А во время операции — и более. Он не должен выпускать человека из поля зрения ни на мгновение, чтобы вовремя увидеть угрозу жизни. Так, оперируя грудного ребенка, у которого всего несколько сотен миллилитров крови, хирург, заработавшись, может запросто вымакать её тампонами. 
В 1964 году А. И. Трещинский организовал научное общество анестезиологов Украины, которое в 90-е годы было преобразовано в Ассоциацию анестезиологов Украины. Кроме того, в этом же году, в городе Симферополе под его руководством была проведена первая учредительная конференций анестезиологов Украинской ССР, а в 1969 г. в городе Львов состоялся первый съезд анестезиологов Украины, на котором впервые были рассмотрены вопросы организации и перспективы развития анестезиологии и реанимации на Украине. На съезде обсуждались 4 раздела актуальных вопросов. Сотрудники кафедры анестезиологии, возглавляемой профессором А. И. Трещинским, сделали 14 докладов по всем 4-х разделам тематики съезда. Впервые Анатолием Ивановичем был поднят вопрос — о профессии врача «анестезиолога-реаниматолога». Материалы съезда были опубликованы в сборнике трудов «Актуальные проблемы анестезиологии-реаниматологии», изданном Львовским университетом.
Научная работа А. И. Трещинского была направлена на глубокое изучение новых подходов к лечению таких тяжёлых заболеваний, как столбняк, бронхиальная астма, отравления различной этиологии; совершенствование методов премедикации, внутривенной анестезии, перидуральной анестезии с использованием новых местных анестетиков и их комбинаций. Под руководством профессора А. И. Трещинского были внедрены такие методы как: искусственная почка, барокамера, гетерогенная печень при гепатаргии. Профилактика и борьба с гипоксией и асфиксией у пациентов с травмой (нейротравмой), острыми отравлениями, сердечно-лёгочная реанимация при остановке кровообращения вследствие травмы и кровопотери, своевременная коррекция боли — это приоритетные направления научных исследований учёного.

Сохранилось описание исследования возможности применения яда растения кураре для анестезии, в котором непосредственное участие принимал профессор. Описание эксперимента наглядно показывает, насколько важны были исследования Анатолия Ивановича. Медики уже знали дозу кураре, необходимую для расслабления мышц и безопасную для жизни человека, но один вопрос ещё долго оставался без ответа — нужен ли в дополнение к кураре обезболивающий наркоз. Будут ли оперируемые чувствовать боль?
В клинике грудной хирургии профессора Н. М. Амосова в Киеве в 1963 г. два молодых врача-анестезиолога В. Троцевич и А. Рабинер с целью получить ответ на этот вопрос по шесть раз провели испытания кураре на себе.

М. Гараева так писала об этом беспримерном в истории медицины подвиге: «Возглавлял опыты республиканский анестезиолог Анатолий Иванович Трещинский. Все было рассчитано по секундам и долям секунд… шесть раз наступал общий паралич, останавливалось дыхание и прекращалась речь, зрачки глядели в одну точку. Работало четко лишь сознание. И только перетянутая жгутом рука сохраняла возможность двигаться. Да, они чувствуют боль от прикосновения иглы, да, нервы реагируют, несмотря на кураре. Это значит, нужны наркотики. И тогда кураре действительно станет незаменимым при сложных операциях. Дважды они чуть не погибли, но не прекратили опытов».

Оказалось, что кураре не обезболивает и требуется наркоз. Началась новая эпоха в анестезиологии. В хирургической практике стали применять кураре вместе с наркотиками, что позволило значительно уменьшить дозировки этих веществ и тем самым сделать их менее токсичными.
А. И. Трещинский уделял значительное внимание повышению уровня оказания неотложной медицинской помощи на догоспитальном этапе. В 1969 г. была создана токсикологическая лаборатория под руководством профессора А. И. Трещинского, через год была организована токсикологическая бригада скорой медицинской помощи. После создания в Киеве городской больницы скорой медицинской помощи, в 1986 году на её базе был открыт Центр острых отравлений. На сегодня в нём оказывают неотложную помощь взрослым пациентам с острыми экзогенными интоксикациями в Киеве. Таким образом, выездная токсикологическая бригада скорой медицинской помощи была объединена с Центром острых отравлений. Это позволило быстро осуществлять эвакуацию и нейтрализацию яда, своевременно устранять расстройства дыхания и кровообращения у пациентов и существенно улучшить конечные результаты лечения пациентов с острыми отравлениями. Благодаря трудам профессора А. И. Трещинского уменьшилась летальность при острых отравлениях, в том числе грибами.
Профессор также уделял внимание организации и проведению научно — практических конференций, в том числе для врачей скорой медицинской помощи. Примером является научно — практическая конференций «Актуальные вопросы интенсивной терапии и реанимации на догоспитальном этапе» (22 декабря 1987 г., г. Киев). 1987 год — это год после аварии на Чернобыльской АЭС, когда психологическое состояние общества был непростым. Поэтому организация подобной конференций именно в это время, свидетельствует об уровне гражданской позиции профессора Трещинского.
Благодаря активной научно — практической деятельности А. И. Трещинского на базе Киевской городской клинической больницы № 3 был создан Республиканский научно — практический реанимационный противосепсисный центр, переименованный в 2000 году в «Украинский медицинский центр интенсивной терапии сепсиса». Научное руководство центром было возложено на главного анестезиолога министерства здравоохранения Украины профессора А. И. Трещинского. Центр оказывает как лечебную, так и консультативную помощь. В состав центра входят: отделение интенсивной терапии на 24 места, отделение экстракорпоральной детоксикации, отделение гипербарической оксигенации, лаборатории (иммунологическая, бактериологическая, биохимическая), группа для изучения эффективности антибактериальных препаратов.
Нельзя переоценить и педагогическую деятельность профессора А. И. Трещинского. Он создал много программ обучения по анестезиологии. При его непосредственном участии разрабатывалась доктрина последипломного образования в СССР и Украине. За годы его работы на кафедре анестезиологии Киевском институте усовершенствования врачей (сейчас НМАПО им. П. Л. Шупика) на курсах специализации, усовершенствования и интернатуре прошли обучение более 10 тысяч врачей. На сегодняшний день ученики А. И. Трещинский — это профессора, члены корреспонденты АМН, заведующие кафедр, областные и республиканские анестезиологи, заведующие отделений. В фойе НМАПО имени П. Л. Шупика хранятся портреты выдающихся учёных, внесших значительный вклад в историю медицины и подняли авторитет академии. Среди них центральное место занимает портрет профессора А. И. Трещинского.
За годы своей работы профессор А. И. Трещинский консультировал и принимал участие в лечении более 5000 тяжёлых больных как в Киеве, так и по всей Украине. Заслуги профессора А. И. Трещинского признаны и международной общественностью, он был избран почётным членом многих зарубежных медицинских обществ. Более 40 лет А. И. Трещинский был Главным анестезиологом Министерства здравоохранения Украины.

Сохраняют свою актуальность слова Трещинского, сказанные 10 лет назад: 
« Государство должно гарантировать неотложную помощь каждому гражданину.»

## Публикации
Профессор А. И. Трещинский является автором более 400 научных трудов, в том числе 7 монографий, 5 учебных пособий.
Только названия некоторых научных работ А. И. Трещинский и его учеников свидетельствуют о наработках по многим направлениям медицины : «Основные принципы сердечно — легочной реанимации», «Некоторые особенности реанимации у детей», «Острые отравления», «Острые отравления в детском возрасте, особенности, клиника, терапия и организация помощи при них», «Клиническая картина отравлений бледной поганкой», «Анафилактический шок. Некоторые вопросы клиники и лечения», «Методические рекомендации по интенсивной терапии астматического состояния различного генеза».
В 1972 году был издан «Справочник врача скорой и неотложной помощи», в котором А. И. Трещинский в соавторстве осветил проблему лечения острых отравлений.

Под редакцией А. И. Трещинского изданы: многочисленные реферативные сборники и пособия, сборники тестовых вопросов и задач «Анестезиология и реаниматология», «Неотложная медицинская помощь». В предисловии к последнему сказано:
« Каждый врач должен уметь диагностировать состояния, требующие оказания неотложной медицинской помощи, а при необходимости и принимать меры по спасению жизни пациента.»

## Награды
Вклад А. И. Трещинский в развитие современной неотложной медицины является достаточно весомым — он отмечен правительственными наградами и почетными званиями:
- Орден «Трудового Красного знамени»
- Орден «Дружбы народов»
- Орден «Ярослава Мудрого V степени»
- Медаль «В память 1500-летия Киева»
- Медаль «Ветеран труда»
- Лауреат премии имени Палладина АН Украины.